# Ramstein Air Base

i7
i11
i13
Die Ramstein Air Base (kurz: Ramstein AB / RAB, IATA-Code: RMS, ICAO-Code: ETAR) ist ein Militärflugplatz der United States Air Force, das Hauptquartier der United States Air Forces in Europe – Air Forces Africa und das Hauptquartier des Allied Air Command Ramstein, einer NATO-Kommandobehörde zur Führung von Luftstreitkräften. Vom 603d Air and Space Operations Center auf der Ramstein Air Base werden die Planung und Steuerung der Kampfdrohnen-Einsätze im Irak, in Afghanistan, im Jemen sowie die Drohnenangriffe in Pakistan koordiniert.

## Lage
Der Militärflugplatz liegt östlich von Ramstein-Miesenbach, rund zehn Kilometer westlich von Kaiserslautern (Rheinland-Pfalz).

## Geschichte

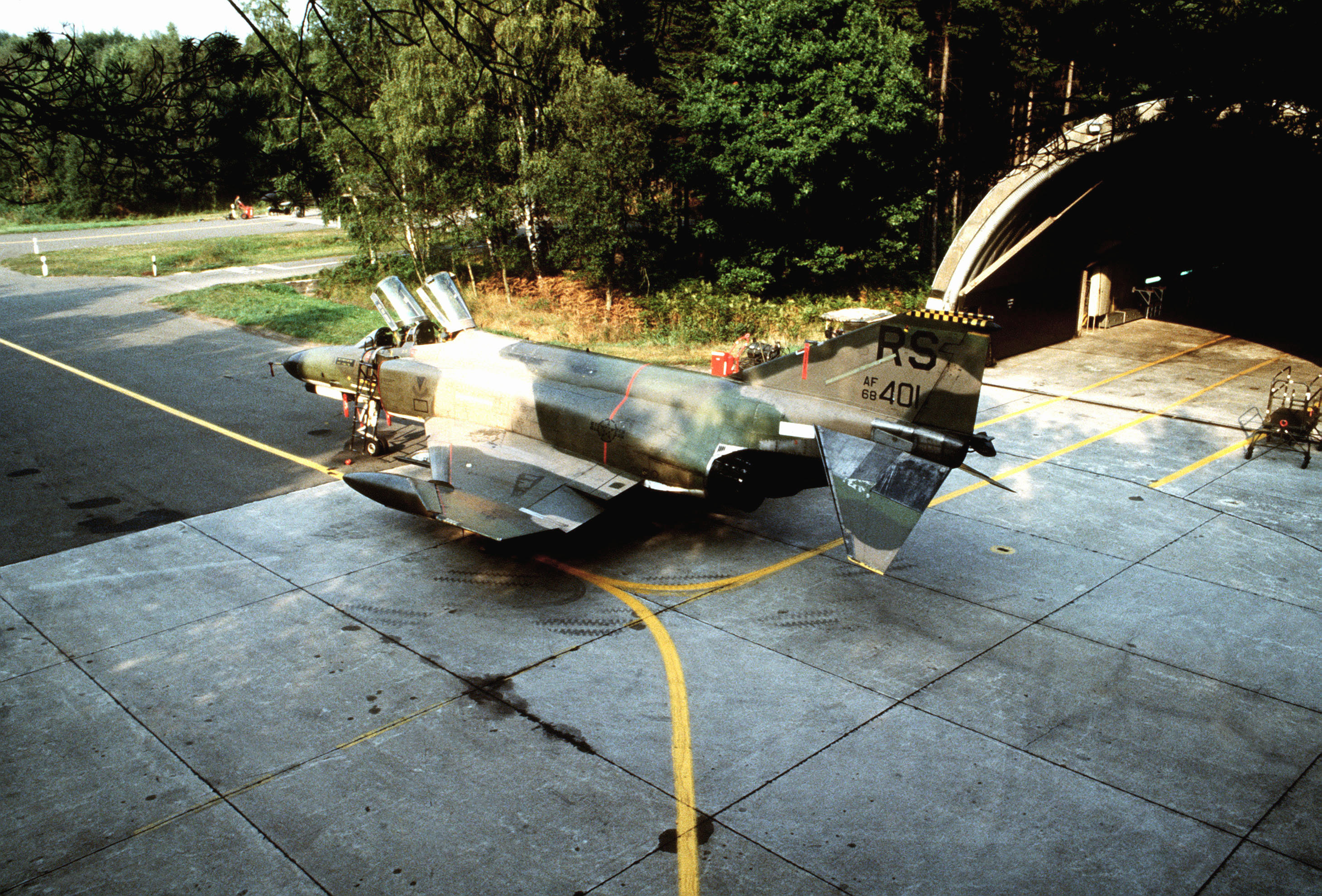
Eine F-4E Phantom II auf der Ramstein Air Base während des Manövers REFORGER 82

Während des Zweiten Weltkrieges benutzte die deutsche Luftwaffe einen Abschnitt der unvollendeten Reichsautobahn Saarbrücken – Mannheim (Strecke 38) nahe der Ortslage von Ramstein als Autobahn-Behelfsflugplatz. Gegen Kriegsende eroberten die US-Streitkräfte die Anlage. Im April 1951 begannen die US-Amerikaner gemeinsam mit den Franzosen, zu deren Besatzungszone das Gebiet gehörte, mit der Erweiterung der Basis. Der südliche Teil war ab 1952 die Landstuhl Air Base mit Staffeln der Kampfflugzeuge F-84 und F-4. Im nördlichen Teil nahmen Mitte 1953 die Ramstein Air Force Installation mit Hauptquartieren und Verwaltung ihren Betrieb auf. Beide Teile wurden schließlich zum 1. Dezember 1957 unter dem Namen Ramstein-Landstuhl Air Base zusammengelegt und der Name später zu Ramstein Air Base vereinfacht.
Seit 1971 ist hier das Military Airlift Command (MAC) (heute Air Mobility Command (AMC)) mit seinen Transportflugzeugen stationiert. Das Hauptquartier der United States Air Forces in Europe (USAFE) wurde im März 1973 von Wiesbaden-Erbenheim nach Ramstein verlegt. Am 28. Juni 1974 wurde das Hauptquartier Allied Air Forces Central Europe (AAFCE) als Vorläufer des heutigen Headquarters Allied Air Command auf der Ramstein Air Base aufgestellt.
Im Jahr 1994 verließen die letzten dauerhaft hier stationierten Kampfflugzeuge vom Typ F-16 den Stützpunkt.
Im Dezember 2005 geriet die Air Base wegen CIA-Gefangenenflügen (extraordinary renditions) in die Schlagzeilen. Während des Irakkriegs stellte die Bundeswehr vom 7. März 2003 bis zum 10. April 2006 die Wachen. Es wurden turnusmäßig jeweils etwa 150 Soldaten eingesetzt.
Zu einer zeitweiligen erneuten Stationierung von Kampfjets kam es ab Frühjahr 2015 im Rahmen eines sogenannten „Theater Security Packages“ (TSP) durch F-15C des 125th Fighter Wing der Florida Air National Guard aus Jacksonville.
Während seiner Amtszeit als US-Präsident machte Barack Obama bei Fernflügen hier mehrmals einen Zwischenstopp, den er meist für Gespräche mit Militärs und Botschaftsangehörigen nutzte. Am 5. Juni 2009 galt sein Stopp einzig dem Besuch von Kriegsverletzten im Militärkrankenhaus Landstuhl (LRMC).
Beim Zwischenstopp auf dem Rückflug von einem Truppenbesuch im Irak war US-Präsident Donald Trump am 27. Dezember 2018 auf der Air Base Ramstein.

Camp für Evakuierte auf dem Flughafengelände während der Evakuierung aus Afghanistan im August 2021.

Während der internationalen Evakuierung von über 120.000 Menschen vom Kabuler Flughafen im August 2021 flogen die US-Streitkräfte bis zum 22. August 2021 auch etwa 7.000 Menschen zur Ramstein Air Base. Von dort wurden die Evakuierten in die USA weitergeflogen.
Nach dem Beginn des Überfall Russlands auf die Ukraine im Februar 2022 lud das US-amerikanische Verteidigungsministerium im darauffolgenden April zu einer Konferenz ein, an der Vertreter aus 40 Staaten teilnahmen. Auf der Konferenz, die die militärische Auslandshilfen für die Ukraine zum Thema hatte, beschlossen die Teilnehmerstaaten eine Fortführung der militärischen Lieferungen an die Ukraine sowie monatliche Treffen zu diesem Zweck.

## Nutzung und Beschreibung

Ramstein Air Base aufgenommen vom Bismarckturm (Landstuhl)

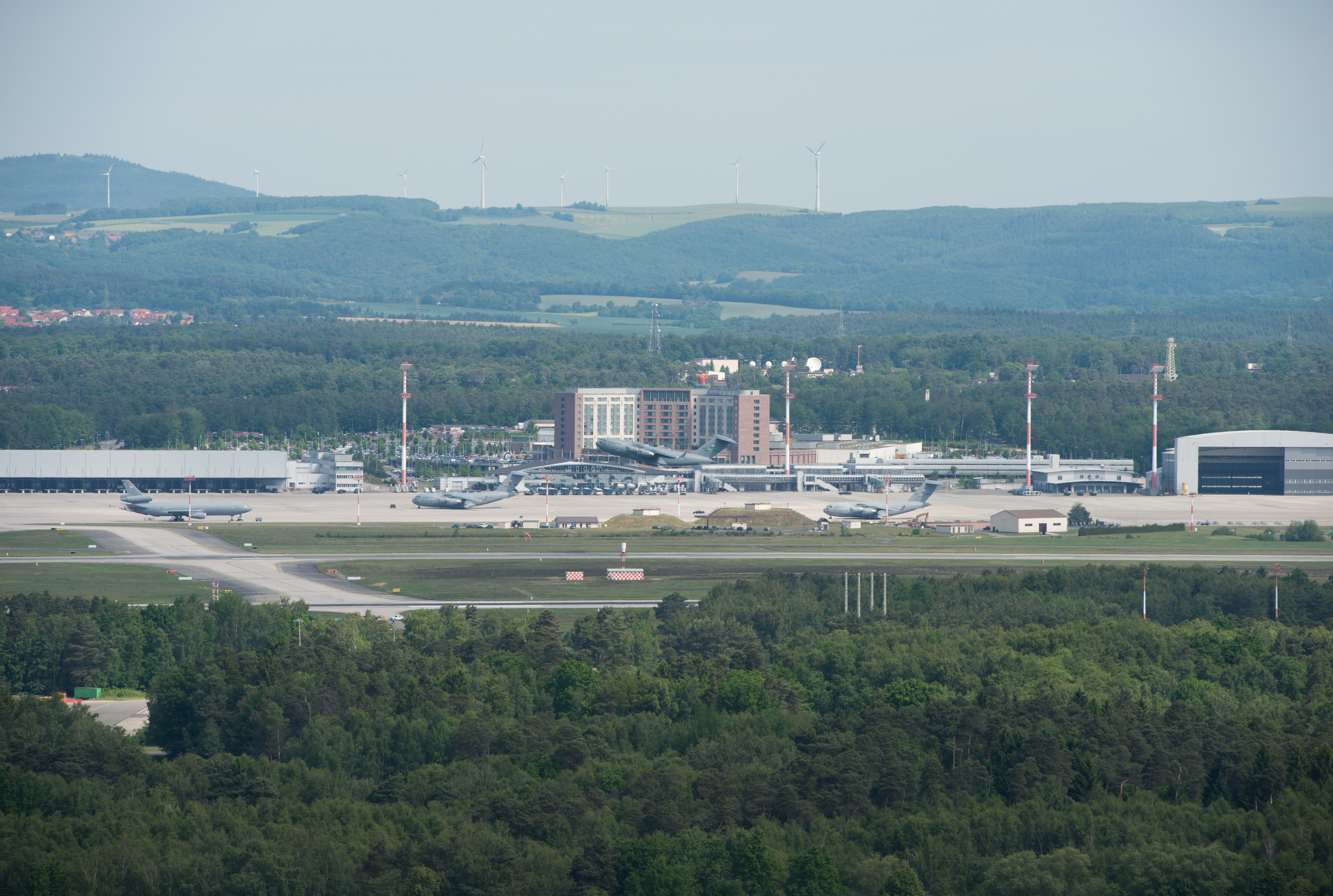
Ramstein Air Base mit Rollfeld, Passagierterminal, Ramstein BX/PX und Hangar

Auf dem Areal arbeiteten 2014 rund 9200 Militärangehörige (8360 Soldaten, davon 132 Reservisten, 831 Zivilbedienstete). Ramstein AB ist die personell größte Einrichtung der US Air Force außerhalb der Vereinigten Staaten. In der Kaiserslautern Military Community leben rund 52.000 US-Amerikaner.
Die US Air Force nutzt den Stützpunkt als Drehscheibe für Fracht- und Truppentransporte. Auch für Evakuierungsflüge, denn im nahen Landstuhl befindet sich das größte US-amerikanische Lazarett außerhalb der Vereinigten Staaten, das Landstuhl Regional Medical Center.
Auf der US Air Base Ramstein starten und landen Transportflugzeuge wie die Lockheed C-130 Hercules, Boeing C-17 Globemaster, Lockheed C-5 Galaxy, sowie Boeing 747 privater Fluggesellschaften wie Atlas Air. Im Luftraum in diesem Gebiet fliegen regelmäßig auch Maschinen der US Air Base Spangdahlem bei Bitburg (Rheinland-Pfalz), unter anderem die McDonnell Douglas F-15, General Dynamics F-16 und Lockheed Martin F-22 Raptor.
Der Luftraum im Großraum Kaiserslautern bis Bitburg gehört daher zu einem Flugbeschränkungsgebiet, sowie zeitweilig reservierten Luftraum (englisch Temporary Reserved Airspace, TRA).
Gegen den militärischen Fluglärm in dem Gebiet der Bundesländer Rheinland-Pfalz und dem Saarland gab es 2020 eine Bürgerinitiative.
Die NASA nutzt die Ramstein Air Base gelegentlich für Forschungsflüge.
In Ramstein waren US-amerikanische Kernwaffen gelagert, die 2005 mutmaßlich abgezogen wurden.

### Führungsfunktionen
Ramstein ist Basis von Kommandobehörden der NATO und des US-Militärs. Dazu gehört auch die Einsatzzentrale des Raketenabwehrsystems der NATO.

### Fliegende Verbände
Nach der Schließung der Rhein-Main Air Base im Rahmen des Rhein-Main Transition Program zum 31. Dezember 2005 wurde die Ramstein Air Base zum wichtigsten europäischen Stützpunkt für den Lufttransport der US-Streitkräfte. Diese Aufgabe obliegt dem 86th Airlift Wing, dem eine Reihe fliegender Staffeln unterstellt sind.
Die Ein- und Ausreise vieler in Europa stationierter US-Soldaten und ihrer Angehörigen erfolgt seit Schließung der Rhein-Main Air Base im Jahr 2005 über Ramstein. Daher wurde unter anderem eine zweite Start- und Landebahn gebaut und ein zusätzliches Passagierterminal, ein Frachtterminal sowie Verwaltungsgebäude errichtet. Die ältere Startbahn wurde saniert und verlängert. Im Stationierungskonzept wird die Ramstein Air Base intern als Main Operating Base bezeichnet.
Verwundete US-Soldaten aus arabischen Kampfgebieten werden nach einer ersten Notversorgung nach Ramstein eingeflogen und zum nahegelegenen US-Militärkrankenhaus Landstuhl Regional Medical Center zur medizinischen Weiterbehandlung überführt.

### Atomwaffendepot
Auf dem Areal befand sich ein US-Atomwaffendepot (Lagerkapazität: 216 Nuklearsprengköpfe), das wohl 2005 geräumt wurde. Mutmaßlich waren dort 130 taktische Atombomben vom Typ B61-3/4 gelagert, die eine einstellbare Sprengkraft im unteren Kilotonnenbereich hatten. Die tatsächliche Anzahl der Bomben ist nicht bekannt, da die USA zu ihren Atomwaffen bis Mai 2010 keine Auskunft erteilten.

### Zentraler Baustein der Kampfdrohnen-Einsätze
Seit dem Jahr 2011 ist hier die US-Flugleitzentrale zuständig für Drohneneinsätze. Berichte im Mai 2013 des NDR, des WDR und der Süddeutsche Zeitung führten zu einer Debatte über die Verwicklung Deutschlands in den Drohnenkrieg. Das US-Militär versicherte, dass die Verantwortung für alle militärischen Operationen in Afrika beim 2008 eingerichteten „United States Africa Command“ liegt. Dieses Oberkommando ist seit 2008 in Stuttgart-Möhringen mit ca. 1500 Soldaten und zivilen Mitarbeitern stationiert. Der Süddeutschen Zeitung und Panorama lagen Stellenausschreibungen für Geheimdienstanalysten in Stuttgart vor, deren Arbeitsbeschreibung sein soll, „Ziele“ – auch Menschen – für die Ziellisten der US-Amerikaner zu „nominieren“. Damit würden offenbar in Stuttgart gezielte Tötungen in Afrika geplant. Satellitendaten der Drohnen werden in Ramstein empfangen und an die steuernden Drohnenpiloten in den USA übertragen, etwa auf der Holloman Air Force Base in New Mexico. Meistens von den USA aus werden dann Verdächtige per Drohnenangriff getötet.
US-Präsident Barack Obama erklärte am 19. Juni 2013 in Berlin in einem Dementi, Deutschland sei kein „Ausgangspunkt“ („launching point“) für Drohnenangriffe.
Nach einem Bericht des deutschen Politmagazins Panorama vom 3. April 2014 legen Dokumente des US-Militärs und die Aussage eines ehemaligen Drohnenpiloten nahe, dass auch die Drohnenangriffe in Pakistan und in Jemen über Ramstein abgewickelt werden. In Ramstein betreiben US-Militärs und US-Geheimdienste seit Februar 2003 das Auswertungszentrum „Distributed Common Ground System 4“ (DGS-4) für die weltweiten US-Drohneneinsätze. Das DGS-4 in Ramstein ist eine von fünf weltweit operierenden Einheiten, die Drohnenbilder auswerten, die anderen sind DGS-1 beim Hauptquartier des Air Combat Command (seit 1992) auf der Joint Base Langley-Eustis, Virginia (nicht zu verwechseln mit dem CIA-Hauptquartier in Langley, Virginia in der Nähe von Washington D.C.), DGS-2 auf der Beale Air Force Base in Kalifornien, die DGS 3 in der US-Militärbasis Osan Air Base in Südkorea und die DGS-5 auf der Joint Base Pearl Harbor-Hickam auf der Insel Oahu (Hawaii). In der Einheit DGS-4 werden die Livebilder der Drohnen analysiert und mit nachrichtendienstlichen Erkenntnissen abgeglichen. Der US-Geheimdienstkoordinator James Clapper bezeichnete 2010 das DGS als das „zentrale Nervensystem“ US-amerikanischer Drohneneinsätze. Über ein verschlüsseltes Chat-Programm namens mIRC erhalten die Drohnenpiloten, die meist in den USA sitzen, aus dem DGS-4 in Ramstein dann Analysen und Anweisungen. Dabei werde Ramstein zudem als Relaisstation genutzt, um Steuerungsbefehle an die weltweit operierende Drohnenflotte zu übermitteln.
Die nachrichtendienstliche Organisation stellt sich wie folgt dar:
- 480th Intelligence, Surveillance and Reconnaissance Wing (480th ISR Wing), Joint Base Langley-Eustis, Virginia.
  - 480th ISR Group, Fort Eisenhower (bis 2023 Fort Gordon), Georgia. zuständig für „kryptologische Produkte und Dienstleistungen“ für CENTCOM (MacDill Air Force Base, Florida), EUCOM (Patch Barracks, Stuttgart-Vaihingen), AFRICOM (Kelley Barracks, Stuttgart-Möhringen) und SOCOM (MacDill AFB, Florida).
    - 3rd, 31st, 451st Intelligence Squadrons, alle Fort Eisenhower.

  - 497th ISR Group, Joint Base Langley-Eustis, Virginia, Verantwortungsbereich (Area of Responsibility, AOR) Air Forces Central Command (AFCENT), Shaw AFB, South Carolina, führt „National Tactical Integration“ für 609th Air and Space Operations Center, Joint Base Langley-Eustis, Virginia. (DGS-1) durch.
    - 27th, 30th, 45th Intelligence Squadrons, alle Joint Base Langley-Eustis,
    - 192nd Intelligence Squadron (Virginia Air National Guard), Joint Base Langley-Eustin.

  - 548th ISR Group, Beale AFB, California, AOR Air Forces Northern Command (AFNORTH), Tyndall Air Force Base, Florida und Air Forces Southern Command (AFSOUTH), Davis-Monthan Air Force Base, Arizona, führt „National Tactical Integration“ für 612th Air and Space Operations Center, Davis-Monthan Air Force Base, Arizona (DGS-2 Beale AFB, Detachment 1 Davis-Monthan AFB) durch.
    - 9th, 13th, 48th Intelligence Squadrons, alle Beale AFB,
    - 123rd Intelligence Squadron (Arkansas Air National Guard), Little Rock AFB, Arkansas,
    - 152nd Intelligence Squadron (Nevada Air National Guard), Reno, Nevada,
    - 222nd, 234th Intelligence Squadrons (California Air National Guard), beide Beale AFB.

  - 692d ISR Group, Joint Base Pearl Harbor-Hickam, Hawaii, AOR Pacific Air Forces (PACAF), Pearl Harbor-Hickam, führt „National Tactical Integration“ für 613th Air and Space Operations Center, Joint Base Pearl-Harbor-Hickam (DGS-5) durch.
    - 8th, 324th, 392nd Intelligence Squadrons, alle Joint Base Pearl Harbor-Hickam,
    - 201st Intelligence Squadron (Hawaii Air National Guard), Joint Base Pearl Harbor-Hickam.

  - 693d ISR Group, Ramstein Air Base, AOR United States Air Forces in Europe – Air Forces Africa (USAFE/AFAFRICA), Ramstein AB, führt „National Tactical Integration“ für 603d Air and Space Operations Center, Ramstein AB (DGS-4) durch.
    - 24th Intelligence Squadron, Ramstein AB,
    - 402nd Intelligence Squadron, Darmstadt,
    - 450th Intelligence Squadron, Ramstein AB,
    - 485th Intelligence Squadron, Mainz-Kastel.

  - 694th ISR Group, Osan Air Base, Südkorea, AOR Seventh Air Force, Osan AB, führt „National Tactical Integration“ für 607th Air and Space Operations Center, Osan AB (DGS-3) durch.
    - 6th, 303rd Intelligence Squadrons, beide Osan AB,
    - 117th Intelligence Squadron (Alabama Air National Guard), Birmingham, Alabama,
    - 161st Intelligence Squadron (Kansas Air National Guard), McConnell Air Force Base, Wichita, Kansas.

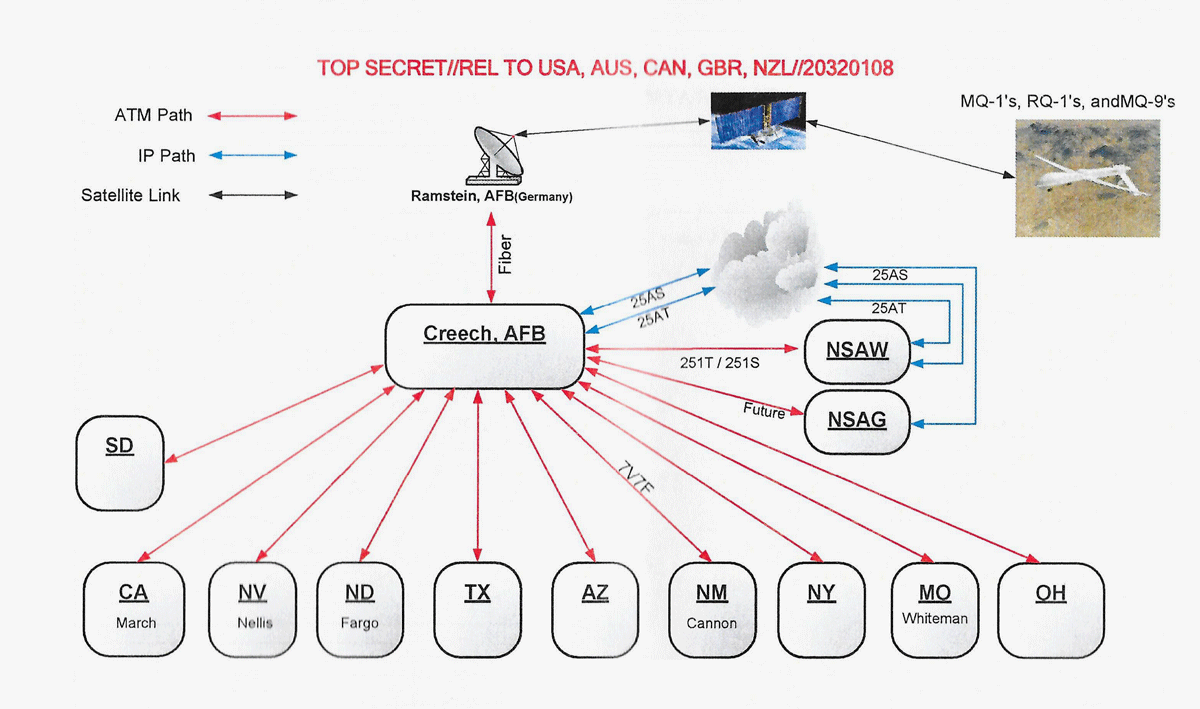
US-Geheimdienst-Diagramm, Darstellung der Drohnensteuerung über Ramstein per Satellit

Die operative Führung erfolgt von der Creek Air Force Base, Nevada aus, von dort über Fiberglas-Verbindung zur Ramstein AB, von dort wiederum über Satellit zur Drohne General Atomics MQ-9 Reaper:
- 432nd Wing, im operativen Einsatz 432nd Air Expeditionary Wing, Creek AFB, Nevada (doppelte Unterstellung, einerseits unter Ninth Air Force und U.S. Air Force Central Command (USAFCENT), beide in Shaw AFB, South Carolina, andererseits unter Twelfth Air Force und U.S. Air Forces Southern Command (USAFSOUTH), beide in Davis-Monthan Air Force Base, Arizona).
  - 432nd Operations Group, Creek AFB mit 5 Squadrons.
  - 732nd Operations Group, Creek AFB mit 5 Squadrons.
  - 432nd Maintenance Group, Creek AFB mit 3 Squadrons.
  - 25th Attack Group, Shaw AFB, South Carolina mit 6 Squadrons:
    - 20th Attack Squadron - MQ-9 Reaper, Whiteman Air Force Base, Missouri,
    - 25th Operations Support Squadron, Shaw AFB,
    - 42nd Attack Squadron (Reserve),
    - 50th Attack Squadron - MQ-9 Reaper, Shaw AFB,
    - 89th Attack Squadron - MQ-9 Reaper, Ellsworth Air Force Base, South Dakota,
    - 482nd Attack Squadron - MQ-9 Reaper, Shaw AFB.

Als vorgeschobene Einsatzbasis für Start und Landung der Drohnen dient der Militärflugplatz Sigonella (Sigonella Naval Air Station) auf Sizilien.
Mobiltelefonnummern von Verdächtigen nutzt das US-Militär zur Ortung das Gilgamesh-System. Es ist ein drohnengestützter IMSI-Catcher, der alle Mobiltelefone in seiner Umgebung bis auf einen Meter genau orten kann. Operationszentralen (OPS) für Gilgamesh befanden sich 2012 in Djibouti, Irak, Katar, Bahrain und Bagram Air Base, Afghanistan. Der BND gibt Mobiltelefonnummern an US-Geheimdienste weiter, wobei die Bundesregierung die Auffassung vertritt, dass damit keine gezielten Tötungen möglich seien.
US-Präsident Barack Obama hatte Drohnenangriffe zum wichtigsten Mittel im sogenannten „globalen Krieg gegen den Terror“ erklärt. Bislang wurden mindestens drei Deutsche durch US-Drohnen getötet. Der Generalbundesanwalt ermittelte in allen Fällen. Die Tötung eines Verdächtigen mithilfe einer Drohne außerhalb eines bewaffneten Konflikts kann, wenn die Bundesregierung davon weiß und nicht dagegen protestiert, Beteiligung an einem völkerrechtlichen Delikt sein.
Angehörige von US-Drohnenopfern aus dem Jemen verklagten am 15. Oktober 2014 die Bundesrepublik Deutschland, sie wollten erreichen, dass die Bundesregierung künftig bei US-Drohnenangriffen im Jemen einen Datentransfer über deutsches Staatsgebiet unterbindet. Die Kläger sahen sich selbst fortwährend einer Gefahr für Leib und Leben ausgesetzt. Sie forderten ein, dass das im Grundgesetz in Art. 2 2 Satz 1 1. Alt. verankerte Recht auf Leben auch für sie gilt. Die Menschenrechtsorganisation European Center for Constitutional and Human Rights (ECCHR), die die Kläger unterstützte, erklärte: „Die Bundesregierung muss sich klar positionieren, dass Drohnenangriffe völkerrechtswidrig sind. Sie muss gegen die USA durchsetzen, dass die Nutzung der US-Air Base Ramstein beendet wird.“
Im März 2019 fällte das Oberverwaltungsgericht in Münster ein Urteil zu den US-Drohneneinsätzen. Dabei stellten die Richter fest, dass die Satelliten-Relais-Station in Ramstein eine zentrale Rolle bei den Einsätzen von bewaffneten US-Drohnen spiele. Damit erzielten Kläger aus dem Jemen einen Teilerfolg. Demnach könne es der Bundesrepublik Deutschland nicht egal sein, ob ein Stützpunkt auf ihrem Territorium für militärische Zwecke, die gegen das Völkerrecht verstoßen, genutzt wird. Die Bundesrepublik habe eine Schutzpflicht bezogen auf das Leben der Kläger, die sie bisher nicht ausreichend erfüllt habe. Eine solche Schutzpflicht bestehe bei Gefahren für das Grundrecht auf Leben auch bei Auslandssachverhalten, „sofern ein hinreichend enger Bezug zum deutschen Staat besteht“. Das sei hier der Fall, „weil die Kläger berechtigterweise Leib- und Lebensgefahren durch völkerrechtswidrige US-Drohneneinsätze unter Nutzung von Einrichtungen auf der Air Base Ramstein befürchten“. Das Gericht forderte die Bundesregierung auf, US-Drohnenangriffe auf ihre Zulässigkeit nach dem Völkerrecht zu prüfen.
Mit Urteil vom 25. November 2020 kassierte das Bundesverwaltungsgericht das Urteil des Oberverwaltungsgerichts Münster, stellte die ursprüngliche Entscheidung des Verwaltungsgerichts Köln wieder her und wies die Klage damit rechtskräftig ab. Zwar komme eine grundrechtliche Schutzpflicht grundsätzlich in Betracht, anders als das Oberverwaltungsgericht hielt das Bundesverwaltungsgericht diese Frage nicht für entscheidungserheblich. Selbst wenn man nämlich eine Schutzpflicht zugunsten der Kläger unterstelle, bleibe die Klage schon deshalb erfolglos, weil die Bundesregierung nicht untätig geblieben sei, sondern es genüge, dass sie die Versicherung der Regierung der Vereinigten Staaten eingeholt habe, der Stützpunkt werde nur im Rahmen geltenden Rechts genutzt. Weitere Maßnahmen können die Kläger zum Schutz der außen-, bündnis- und verteidigungspolitischen Handlungsfähigkeit der Bundesrepublik Deutschland nicht verlangen.
Im Jahr 2020 erhielt die Bundesregierung (CDU/CSU–SPD), wegen ihrer (nach teilweise vertretener Auffassung gegebenen) rechtlichen und politischen Mitverantwortung für den völkerrechtswidrigen US-Drohnenkrieg, der über die Satelliten- und Datenrelais-Station der Ramstein Air Base abgewickelt wird, den Negativpreis Big Brother Awards in der Kategorie Politik.

#### Weitere Gutachten der Wissenschaftlichen Dienste des Deutschen Bundestages
Die Wissenschaftlichen Dienste des Deutschen Bundestages haben die folgenden weiteren Gutachten erstellt:
- Im Jahr 2016: Zur Rolle des Militärstützpunktes Ramstein im Zusammenhang mit US-amerikanischen Drohneneinsätzen / Rechtsfragen und Entwicklungen
- Im Jahr 2020: Geltung des verfassungsrechtlichen Parlamentsvorbehalts für Duldung der US-Drohneneinsätze über die Militärbasis Ramstein

### US-Waffenlieferungen über Ramstein
2015 berichtete die serbische Zeitung Večernje novosti über Waffen- und Munitionslieferungen, die vom US-Militär über Ramstein nach Syrien geflogen worden sein sollen. Ende 2017 gab ein anonymer US-Militär an, dass die USA die Militärbasis in Ramstein benutzt hat, um syrische Rebellen mit Waffen zu versorgen. Nach offiziellen Angaben der deutschen Bundesregierung gab es hierfür weder Genehmigung, noch sei sie über die Waffenlieferungen informiert worden. Die Ramstein Air Base befindet sich zwar auf deutschem Staatsgebiet, genießt aber ähnlich wie eine Botschaft Immunität, das heißt, sie ist von der deutschen Gerichtsbarkeit freigestellt. Dadurch sind Kontrollen der US-Militäraktivitäten durch deutsche Behörden erschwert, denn deutsche Beamte und Politiker dürfen die Militärbasis nur mit Zustimmung des US-Kommandeurs betreten. Vergangene Ermittlungen über die Ramstein Air Base, wie etwa die Entführung und den Transfer eines Imams über Ramstein zu einem ägyptischen Foltergefängnis, blieben bislang erfolglos. Falls das US-Militär ohne Genehmigung deutscher Behörden Waffen und Munition nach Syrien über Ramstein transportiert hat, wurde somit gegen das Kriegswaffenkontrollgesetz verstoßen.

### Nutzung nach dem russischen Überfall auf die Ukraine
Durch den russischen Überfall auf die Ukraine wurde Ramstein zu einer zentralen Schaltstelle der NATO. Seit Ende Februar 2022 plant das NATO-Hauptquartier auf der Air Base die Einsätze von Kampfflugzeugen entlang der Ostflanke des Bündnisses und führt sie durch. Diese dienen in Folge des Krieges in der Ukraine der Abschreckung und Frühwarnung, sowie dem Schutz der östlichen Mitglieder. Neben Aufklärungsmaschinen steigen auch Kampfjets mehrerer Alliierter von ihren Heimatplätzen auf und werden mit Unterstützung durch Luftbetankung an die Einsatzräume im Osten herangeführt. Dort führen sie Schutzflüge durch und kehren danach wieder zurück zu ihrer jeweiligen Basis. Auch der in die Slowakei verlegte Deutsch-Niederländische PATRIOT-Einsatzverband der Luftwaffe wird im Rahmen des Schutzes der NATO-Ostflanke aus dem Hauptquartier angeleitet. US-Verteidigungsminister Lloyd Austin lud zum 26. April 2022 zu Gesprächen auf die Air Base ein – mit Vertretern aus mehr als 30 Nationen.

## Besondere Vorkommnisse

### RAF-Bombenanschlag

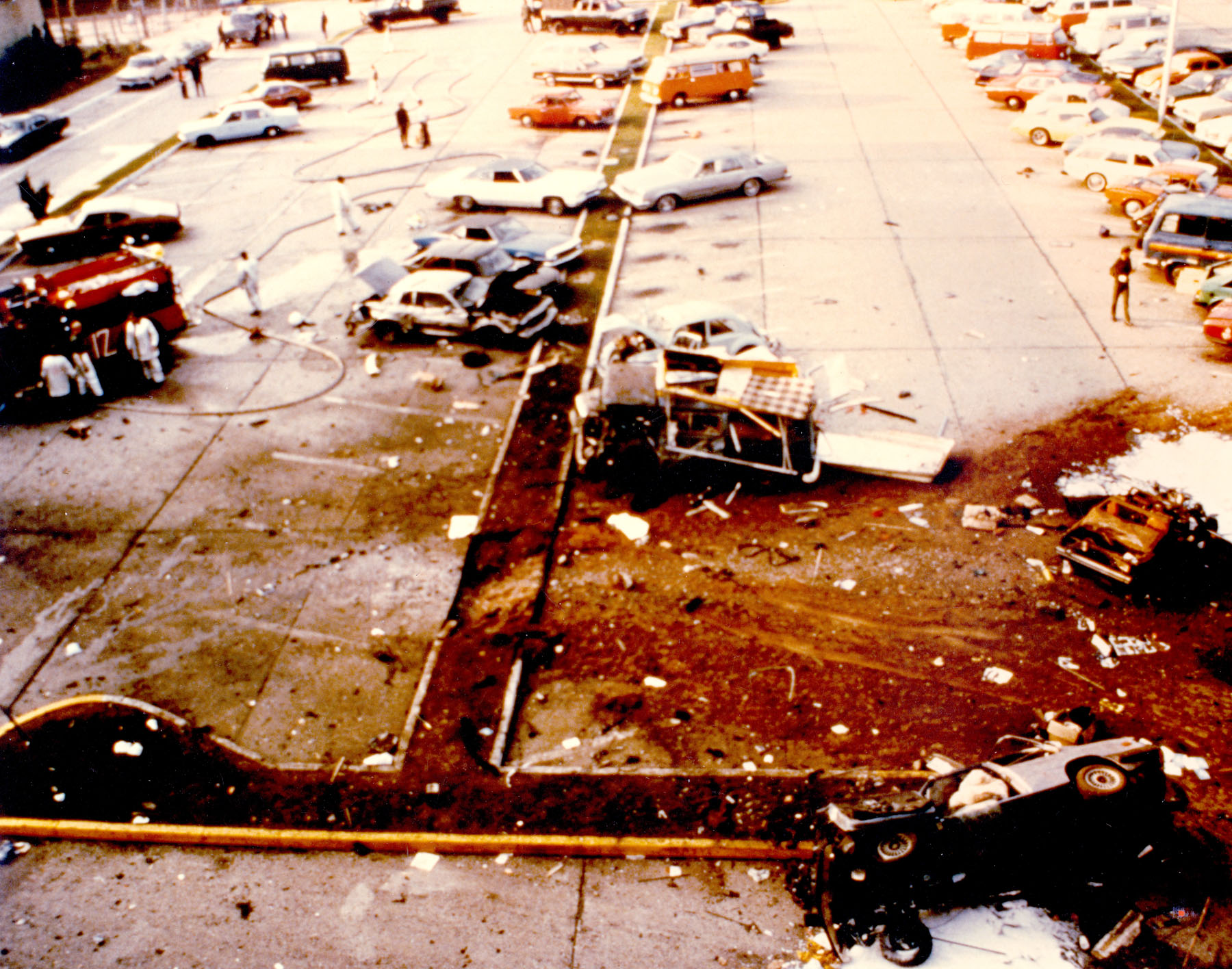
Ramstein Air Base nach dem Terroranschlag der RAF (1981)

Auf das Hauptquartier der USAFE verübten Terroristen der Roten Armee Fraktion (RAF) am 31. August 1981 einen Sprengstoffanschlag, bei dem zwanzig Personen zum Teil schwer verletzt wurden. Es entstand ein Sachschaden von rund sieben Millionen D-Mark.

### Flugtagunglück
Auf dem Flugtag der Air Base wurde am 28. August 1988 eine der größten Flugschaukatastrophen verursacht. Drei Jets der italienischen Kunstflugstaffel Frecce Tricolori kollidierten bei der Flugfigur Durchstoßenes Herz. Die verursachende Solo-Maschine stürzte in die Zuschauermenge. 35 Menschen starben sofort. Hunderte wurden zum Teil so schwer verletzt, dass später weitere 35 starben. Seitdem gibt es in Deutschland sehr strenge Regeln für militärische Flugschauen, was z. B. den Überflug der Besucher oder besonders risikoreiche Flugmanöver angeht. Bei der gemeinsamen Versorgung der Verletzten wurde unter anderem erkannt und öffentlich, dass die Systeme des US- und des Bw-Sanitätsdienstes nicht zueinander passten.
Die deutsche Rockband Rammstein stritt lange Zeit ab, sich nach diesem Unglück benannt zu haben. Die Band trat jedoch kurz nach der Gründung unter dem eindeutigen Namen Rammstein-Flugschau auf. Als dieses bekannt wurde, erklärte die Band, nicht mehr rechtzeitig einen anderen Namen gefunden zu haben.

### Absturz eines Militärtransporters
Am 29. August 1990 stürzte ein Militärtransporter vom Typ Lockheed C-5A Galaxy der US Air Force unmittelbar nach dem Start ab, wobei 13 der 17 Besatzungsmitglieder ums Leben kamen.

## Kampagne „Stopp Air Base Ramstein“
Die Kampagne Stopp Air Base Ramstein setzt sich für die Schließung der Air Base sowie für ein Ende von Waffenlieferungen ein. Dazu veranstalten die Organisatoren regelmäßig Workshops, Seminare und Demonstrationen, vor allem im Rahmen von Aktionswochen wie im Juni 2022. Die Organisation kritisiert vor allem die Drohnenangriffe der USA, welche über die Air Base gesteuert werden. Die Kampagne entstand 2015 nach der russischen Annexion der Krim aus Teilen der Mahnwachen für den Frieden, die für russische Desinformation, Antiamerikanismus, Antisemitismus und Teilnahme von Reichsbürgern kritisiert wurden. Auf ihren Veranstaltungen wird von manchen Teilnehmern der russische Überfall auf die Ukraine gerechtfertigt.